# Odžak (gmina Nevesinje)
Odžak (cyr. Оџак) – wieś w Bośni i Hercegowinie, w Republice Serbskiej, w gminie Nevesinje. W 2013 roku liczyła 130 mieszkańców.